# Школьные годы Тома Брауна (фильм, 2005)
Школьные годы Тома Брауна (англ. Tom Brown's Schooldays) — экранизация одноимённого романа (1857) Томаса Хьюза.
Премьерный показ состоялся 1 января 2005 года на английском телевидении, 10 января того же года вышел DVD.

## Сюжет
В основу книги английского классика легла реальная история человека, оказавшего значительное влияние на британскую систему образования в XIX веке. История директора школы Рэгби Томаса Арнольда, в которой с 1834 года учился и сам автор.
Том Браун — активный, упрямый, добрый мальчик, всегда действующий по велению своего сердца, предпочитающий соблюдать законы ровесников, а не взрослых. В возрасте тринадцати лет он появляется в школе Рэгби, где знакомится с одноклассниками и учителями. «Опеку» над ним берёт Гарри Ист, с которым Том учится в одном классе. 
Мальчикам противостоит великовозрастный хулиган по кличке Флэшмен, который, на их беду, является отпрыском лорда, финансирующего школу и её попечительский совет. Конфликт между Флэшменом и постепенно завоёвывающим авторитет новичком нарастает, пока после серьёзного проступка и последовавшей за ним драки Флэшмена не исключают, наконец, из школы…

## В ролях
- Джулиан Уэдхем[англ.] — Браун, сквайр
- Алекс Петтифер — Том Браун[англ.]
- Стивен Фрай — Томас Арнольд, директор школы
- Джемма Редгрейв — Мэри Арнольд
- Джозеф Битти — «Флэшмен», одноклассник Тома Брауна
- Гэри Пауэлл — конюх
- Хью Митчелл — Грин
- Гарри Мичелл — Гарри Ист[англ.], одноклассник Тома Брауна

## Премьеры
- Великобритания — 1 января 2005 (ТВ); 10 января 2005 (DVD)
- Австралия — 3 апреля 2005
- Россия — 18 августа 2007[1]

## Цитаты
- Мир был бы странным, если бы мы все были одинаковые.